# 達米恩·瓦利
達米恩·瓦利（英語：Damien Varley；1983年10月29日—）是一位愛爾蘭橄欖球運動員。他是愛爾蘭國家橄欖球隊的一員，代表愛爾蘭參加了2011年世界盃橄欖球賽。